# Attigada
Attigada (Attagada) fou un antic principat de l'Índia, a Orissa, tributari dels britànics.
Estava situat al districte de Ganjam a la presidència de Madras. La seva superfície era de 386 km². L'estat estava al costat del zamindar de Kallikot; el sobirà d'aquest darrer va comprar Attigada el 1854.